# Go! Puzzle
Go! Puzzle är ett hämtningsbart spel från Playstation Store utvecklad av Zoonami/Cohort Studios.